# Bab el-Berdaïne
Bab el-Berdaïne és una porta d'entrada pel nord a la medina de Meknès construïda per Mulay Ismail.
La flanquegen dues torres quadrades coronades per merlets. La seva façana està decorada amb flors en alicatat zellij. A l'oest de la porta, el cementiri alberga un dels mausoleus més venerats: el de Sidi Mohamed ben Aïssa, fundador de la confraria dels aissaoua.